# 2409 Chapman
A 2409 Chapman (ideiglenes jelöléssel 1979 UG) a Naprendszer kisbolygóövében található aszteroida. Edward L. G. Bowell fedezte fel 1979. október 17-én.